# Sakla (Saaremaa)
Sakla is een plaats in de Estlandse gemeente Saaremaa, provincie Saaremaa. De plaats heeft de status van dorp (Estisch: küla) en telt 114 inwoners (2021).
Tot in oktober 2017 behoorde Sakla tot de gemeente Valjala. In die maand werd Valjala bij de fusiegemeente Saaremaa gevoegd.
Het dorpshuis doet tevens dienst als museum voor de geschiedenis van radio en televisie.

## Geschiedenis
Sakla werd in 1400 voor het eerst genoemd als dorp Sackele. Tussen 1750 en 1756 werd op grond die tijdens de Grote Noordse Oorlog ontvolkt was en sindsdien braak lag, een landgoed Sakla gesticht, dat toebehoorde aan de Russische tsaar. Het landgoed werd (sporadisch) ook wel Lehtmetsa genoemd. In de tweede helft van de 19e eeuw werden het dorp en het landgoed Sakla gescheiden. De plaats waar het landhuis van Sakla heeft gestaan, ligt sinds 1977 op het grondgebied van Kallemäe. Het dorp Sakla ging naar het landgoed van Uue-Lõve (Duits: Neu-Löwel), dat toebehoorde aan de Ridderschap van Ösel (Saaremaa).
In 1947 stichtte het toenmalige Sovjetregime in Sakla de eerste collectieve boerderij (kolchoz) van Estland. Ze was vernoemd naar Viktor Kingissepp, een van de stichters van de Estische Communistische Partij, die geboren was op het eiland Saaremaa, en heette dus Viktor Kingissepa nimeline kolhoos. In 1992 werd de kolchoz opgeheven.
De plaatselijke bibliotheek, gebouwd in 1874, was vroeger een poststation dat hoorde bij het landgoed Neu-Löwel. Tussen 1947 en 1992 deed het gebouw dienst als hoofdkantoor van de kolchoz. Er is een kleine expositie ingericht over het leven op de kolchoz.

## Foto's

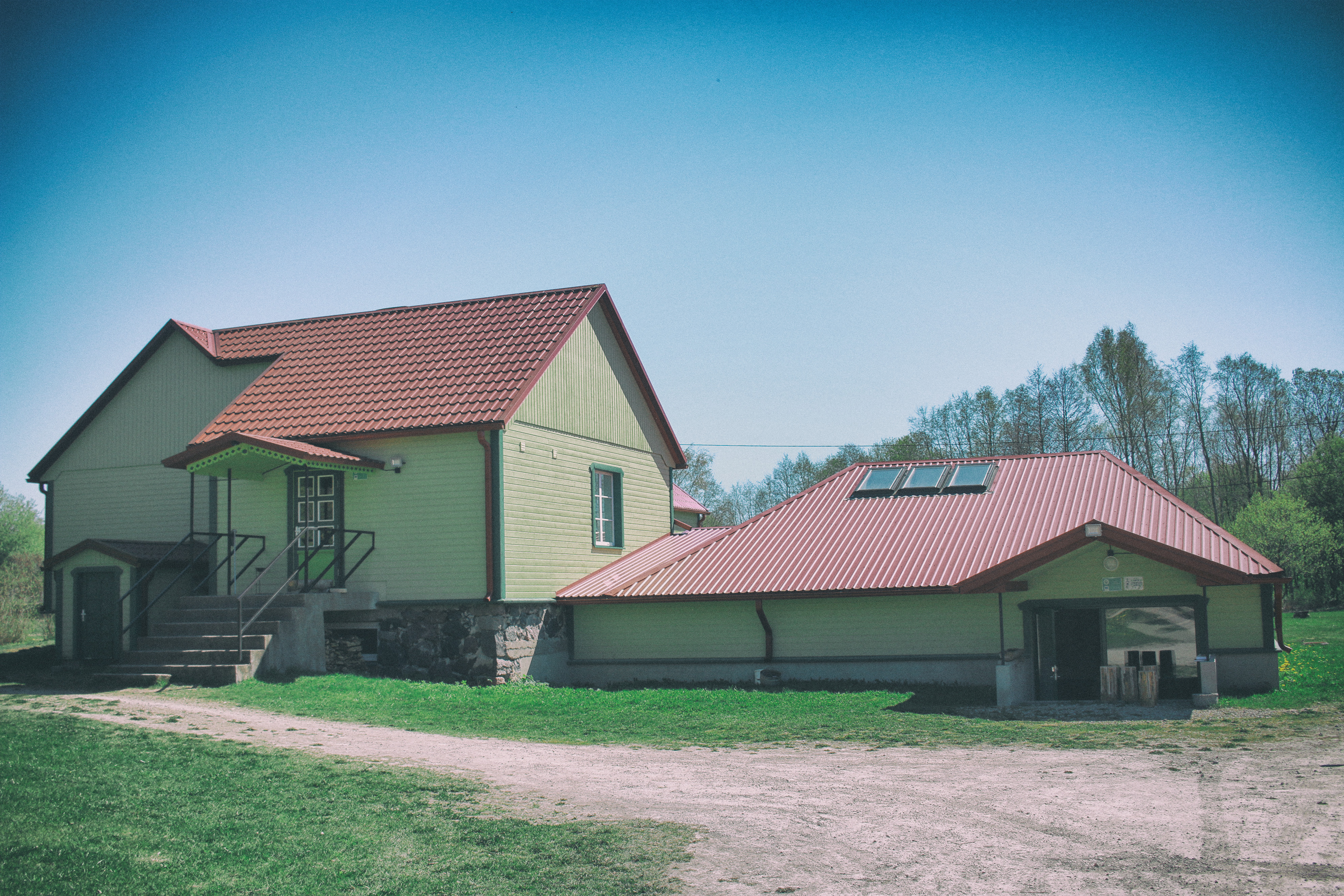
Dorpshuis
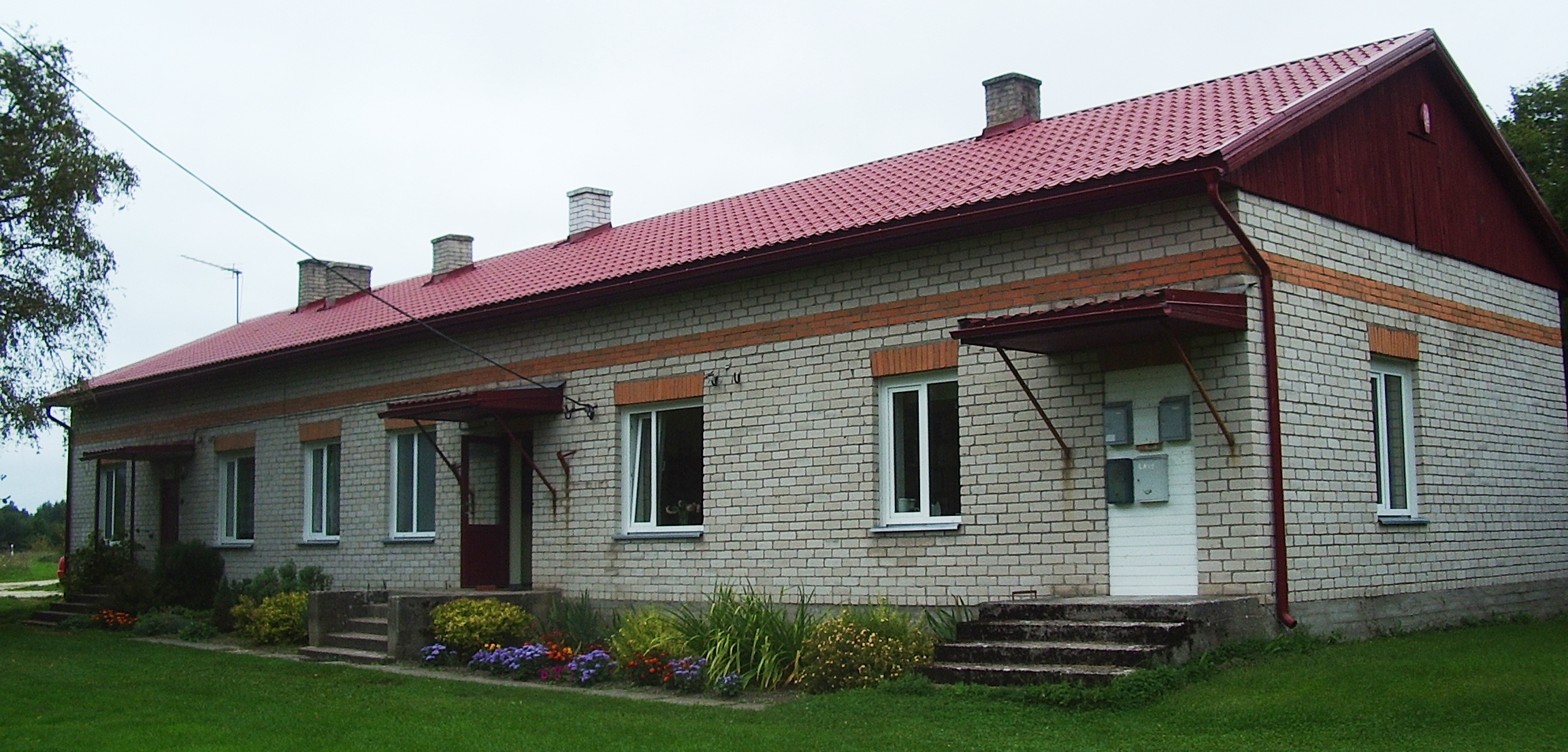
Bibliotheek